# Kirchenkreis Bochum
Der Evangelische Kirchenkreis Bochum ist einer von 26 Kirchenkreisen innerhalb der Evangelischen Kirche von Westfalen. Zu ihm gehören (Stand 31. Dezember 2021) ca. 79.000 evangelische Gemeindeglieder in 15 Kirchengemeinden; 2017 waren es 87.723.

## Lage
Der Kirchenkreis Bochum umfasst den größten Teil des Gebiets der kreisfreien Stadt Bochum (ohne die ehemalige Stadt und jetzigen Stadtbezirk Wattenscheid) in Nordrhein-Westfalen. Er grenzt, von Westen aus im Uhrzeigersinn, an die Kirchenkreise Gelsenkirchen und Wattenscheid und Herne (mit denen gemeinsam er den Gestaltungsraum IX in der westfälischen Landeskirche bildet) sowie an die Kirchenkreise Dortmund und Hattingen-Witten. Im Südwesten hat er eine kurze Grenze zum Kirchenkreis Essen der Evangelischen Kirche im Rheinland.

## Geschichte
In dem zur Grafschaft Mark gehörenden Gebiet des heutigen Kirchenkreises hatte sich die Reformation in der zweiten Hälfte des 16. Jahrhunderts fast vollständig durchgesetzt. Die meisten Gemeinden blieben lutherisch, es entstanden im 17. Jahrhundert aber auch reformierte Gemeinden. Nach der Eingliederung in Brandenburg-Preußen konnten beide Kirchen ihre presbyterial-synodale Verfassung erhalten und festigen. Die lutherischen Gemeinden bildeten die Classe Bochum, während die reformierten zu der von Essen bis nach Schwerte reichenden Classe Ruhr gehörten.
Im Zuge der Neuordnung der preußischen Provinz Westfalen nach dem Wiener Kongress wurde 1818 als einer von 16 Kirchenkreisen auch der Kirchenkreis Bochum (nach damaligem Sprachgebrauch Diözese Bochum oder Synode Bochum) gegründet, in dem die lutherischen und reformierten Gemeinden vereinigt waren. Zu ihm gehörten neben dem nordwestlichen Teil der Grafschaft Mark anfangs auch größere Teile des ehemaligen Vestes Recklinghausen, in denen aber zunächst nur wenige Evangelische wohnten. Erst durch die Industrialisierung im Laufe des 19. Jahrhunderts wuchsen die Gemeinden stark an.
1872 gab der Kirchenkreis die Gemeinden Recklinghausen und Dorsten an den neu gegründeten Kirchenkreis Münster ab. Nachdem der Landkreis Bochum  1885 geteilt worden war, wurde 1893 der nördliche Teil des Kirchenkreises (die weitgehend zum neuen Landkreis Gelsenkirchen gehörenden Gebiete, die später die Städte Gelsenkirchen, Wanne-Eickel und Wattenscheid bildeten, dazu Herne) abgetrennt, um den Kirchenkreis Gelsenkirchen (heute Kirchenkreis Gelsenkirchen und Wattenscheid) zu bilden (aus dem 1933 der Kirchenkreis Herne herausgetrennt wurde). Als 1933 die Kirchenkreise im Ruhrgebiet zur Anpassung an die kommunalen Grenzen neu zugeschnitten wurden, erhielt Bochum die Gemeinden Stiepel, Linden und Dahlhausen vom Kirchenkreis Hattingen, gab aber gleichzeitig Witten, Annen-Wullen und Stockum an diesen Kirchenkreis ab, der damit zum Kirchenkreis Hattingen-Witten wurde. Hiltrop und Hordel kehrten aus dem Kirchenkreis Gelsenkirchen zurück nach Bochum, zugleich fielen die Gemeinden Bövinghausen, Lütgendortmund, Marten und Oespel an den Kirchenkreis Dortmund und Bladenhorst, Castrop und Sodingen an den Kirchenkreis Herne. Seitdem blieb das Gebiet des Kirchenkreises weitestgehend unverändert.

## Kirchen und Gemeinden

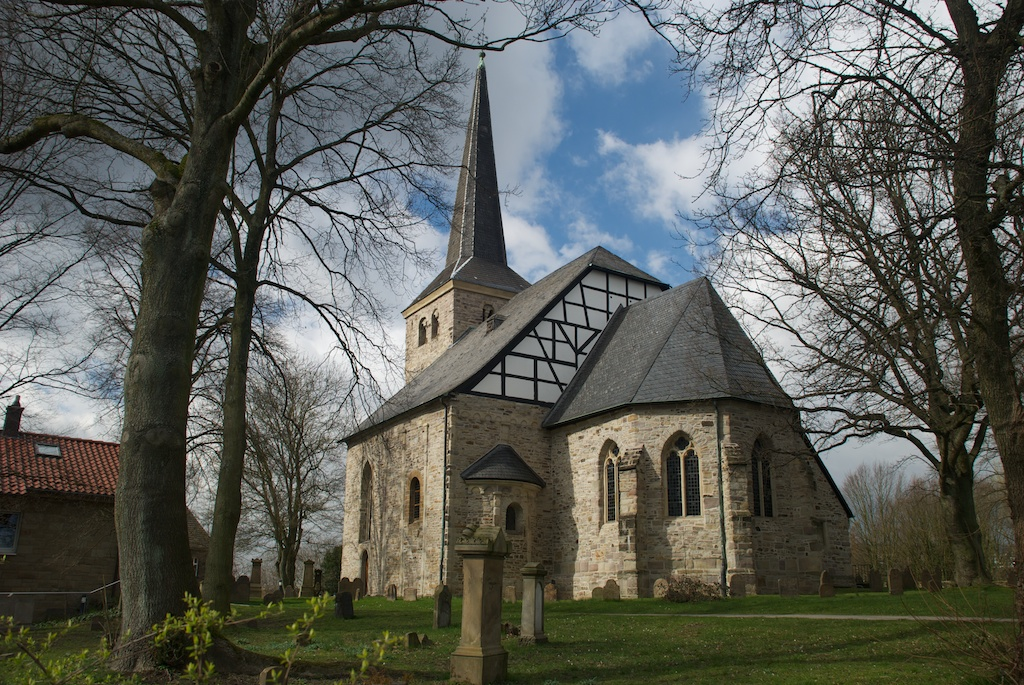
Stiepeler Dorfkirche.

Zum Kirchenkreis Bochum gehören 15 Kirchengemeinden.
- Evangelische Kirchengemeinde Altenbochum-Laer
  - Lukaskirche
  - Evangelische Kirche Laer
- Evangelische Kirchengemeinde Bochum (Innenstadt, Grumme, Hamme, Hordel und Stahlhausen)
  - Christuskirche
  - Gethsemane-Kirche
  - Lutherkirche
  - Pauluskirche
  - Evangelische Kirche Hamme
  - Barbarakapelle
  - Friedenskirche
  - Johanneskirche
- Evangelische Kirchengemeinde Bochum-Nord (Gerthe und Hiltrop)
  - Erlöserkirche
  - Christuskirche
- Evangelische Kirchengemeinde Dahlhausen
  - Lutherkirche
- Evangelische Kirchengemeinde Eppendorf-Goldhamme
  - Gemeindezentrum Eppendorf
  - Jochen-Klepper-Haus
- Evangelische Kirchengemeinde Harpen
  - St.-Vinzentius-Kirche
- Evangelische Kirchengemeinde Langendreer
  - Christuskirche
  - Pauluskirche
  - Michaelkirche
- Evangelische Kirchengemeinde Linden
  - Christuskirche
- Evangelische Kirchengemeinde Querenburg
  - Evangelisches Hustadtzentrum
  - Apostelkirche (2012 entwidmet)
  - Thomaszentrum
- Evangelische Kirchengemeinde Stiepel
  - Stiepeler Dorfkirche
  - Lutherhaus
- Evangelische Trinitatis-Gemeinde Bochum (Hofstede und Riemke)
  - Trinitatiskirche
- Evangelische Kirchengemeinde Weitmar
  - Matthäuskirche
- Evangelische Kirchengemeinde Weitmar-Mark
  - Emmauskirche
- Evangelische Kirchengemeinde Werne
  - Evangelische Kirche Werne
- Evangelische Kirchengemeinde Wiemelhausen
  - Melanchthonkirche
  - Petrikirche

## Einrichtungen
Der Kirchenkreis unterstützt die Kirchengemeinden, macht aber zugleich zahlreiche Angebote für übergemeindliche kirchliche Arbeit. So unterhält er mehrere Fachreferate, darunter ein Schulreferat mit Mediathek, die Evangelische Stadtakademie Bochum, die Stadtkantorei Bochum und die Telefonseelsorge (gemeinsam mit der katholischen Kirche) sowie weitere Beratungsstellen. Die diakonische Arbeit wird bei der Diakonie Ruhr koordiniert.

## Superintendenten
| von                         | bis   | Name                    |
| --------------------------- | ----- | ----------------------- |
| 1818                        | 1821  | Albert Hennecke         |
| 1821                        | 1823  | Reinhard Natorp         |
| 1823                        | 1826  | Ernst Friedrich Sindern |
| 1826                        | 1829  | Albert Hennecke         |
| 1829                        | 1832  | Johan Conrad Schelp     |
| 1832                        | 1866  | Friedrich August König  |
| 1867                        | 1871  | Julius Saatmann         |
| 1871                        | 1878  | Wilhelm Rosenbaum       |
| 1879                        | 1914  | Friedrich König         |
| 1915                        | 1920  | Ernst Poensgen          |
| 1920                        | 1937  | Alfred Niederstein      |
| 1938 (zuerst nur Verwalter) | 1948  | Heinrich Fortmann       |
| 1948                        | 1960  | Robert Bach             |
| 1960                        | 1972  | Erich Brühmann          |
| 1972                        | 1982  | Wolfgang Werbeck        |
| 1982                        | 1996  | Wilhelm Winkelmann      |
| 1996                        | 2010  | Fred Sobiech            |
| 2010                        | 2015  | Peter Scheffler         |
| 2015                        | heute | Gerald Hagmann          |